# Adrian Wagner
Adrian Wagner (Kent, 1952-2018) was een Brits bespeler van een aantal toetsinstrumenten. Zijn “claim to fame” was het muziekalbum The Last Inca.

## Biografie
Adrian Wagner was een achterachterkleinkind van de Duitse componist Richard Wagner. Zijn muzikale opleiding kreeg hij van zijn vader en aan de Royal Academy of Music in Londen onder meer van Paul Patterson. Deze Wagner was echter niet geschikt voor klassieke muziek, maar voor de popmuziek. Hij gaat werken bij Alexis Corner en Robert Calvert (Hawkwind) en Arthur Brown. In de jaren 1970-1979 ging hij componeren voor de televisie (Thames Television en een aantal korte films (Knots, Eclipse, The Beard, Mothership). Voor Knots ontving hij een prijs in Cannes. Vervolgens componeerde hij muziek achter reclames en een documentaire Western Arts through the Ages. Dit mondde uit in een platencontract bij Warner Brothers Records. Slechts een album komt er voor dat contract. Vervolgens komen er nog wat albums en gaat hij werken met Bob Moog. Wagner is ontwerper van de Wasp, een type synthesizer. Naast dat werk produceertde hij talloze albums van derden en bleef hij muziek schrijven voor televisie. Onregelmatig verschenen compact discs van hem, die op steeds kleinere labels verschenen. Zijn muziek ging steeds meer de richting van de ambient op en zijn thema’s verschoven naar Keltische of Welshe verhalen.
Een vergelijking met een veel beroemdere toetsenist Rick Wakeman dringt zich op; dit schreef ook ambient en gebruikte thema’s betreffende het eiland Man.

## Discografie
- Distances Between Us (1974)
- The Electronic Light Orchestra (1975), een album voor bibliotheken
- Instincts (1978) op (Charisma Records)
- The Last Inca (1979) op Charisma Records
- Merak (1988)
- Karming the Elements (1988)
- Ambient Collection Vol.1 (1992)
- The Holy Spirit and the Holy Grail (1993)
- Sought and Found (1994)
- Exposed (1995)
- Genesis of the Grail Kings (1999)
- Realm of the Ring Lords (2001)
- Ambient Collection Vol.2 (2002)